# Jim Ritcher
James Alexander Ritcher (Berea, 21 maggio 1958) è un ex giocatore di football americano statunitense che ha militato nel ruolo di centro nella National Football League (NFL).

## Carriera
Richter al college giocò a football con gli NC State Wolfpack come offensive guard, venendo premiato come All-American. Fu scelto dai Buffalo Bills come 16º assoluto nel Draft NFL 1980, venendo spostato nel ruolo di centro. Con i Bills partì come titolare in quattro Super Bowl consecutivi (Super Bowl XXV, Super Bowl XXVI, Super Bowl XXVII e Super Bowl XXVIII), perdendoli tutti, e venendo convocato per due Pro Bowl. Concluse la carriera disputando due annate con gli Atlanta Falcons nel 1994 e 1995.

## Palmarès

### Franchigia
- American Football Conference Championship: 4

Buffalo Bills: 1990, 1991, 1992, 1993

### Individuale
- Convocazioni al Pro Bowl: 2

1991, 1992
- Formazione ideale del 50º anniversario dei Buffalo Bills
- College Football Hall of Fame